# Kinito Méndez
José del Carmen Ramírez Méndez (Padre Las Casas, Azua, República Dominicana, 18 de noviembre de 1963), más conocido como Kinito Méndez, es un cantante dominicano de merengue.
Méndez comenzó su carrera musical en la Coco Band donde cosechó éxitos como "El cacu", "El coronel", "El boche", "La manito", que fue utilizada en la película Kindergarten Cop, protagonizada por Arnold Schwarzenegger Posteriormente salió de esta agrupación y pasó a La Rokabanda, donde pegó temas como "El Tamarindo", "Rechenchen", "El Llorón" o "Los Hombres Maduros".
Años después se independizó y en 1995 debutó en solitario con el álbum "El hombre merengue". Entre sus grandes éxitos en solitario se encuentran canciones como "Cachamba", "El Baile del Sua Sua", "Hony tu si Jony" o, más recientemente "Me da tres pito", en colaboración con Johnny Ventura y Miriam Cruz.
Méndez creó la canción "El Vuelo 587," sobre el Vuelo 587 de American Airlines. Méndez escribió parte de las letras y cantó junto con Johnny Ventura esta canción.
Méndez posee además otra orquesta de merengue, llamada Rikarena, fundada en 1990 para la que suele componer canciones y que se diferencia porque cantan canciones más románticas, aunque con un sello rítmico parecido al de la propia orquesta de Méndez. En 1999, Rikarena tiene más éxito en Colombia que en la propia República Dominicana, lo que hace que se presente más a menudo en Colombia que en República Dominicana.

## Discografía
- El Hombre Merengue (1995)

1. El Asilo
2. La Pegué
3. Anja Juan
4. Cachamba
5. Santo Merengue
6. Pica, Pica
7. Dame a Beber de Tu Amor
8. En Vez de Una Son Dos
9. Nadie Es de Nadie
10. La Grúa
11. Que Raro
12. El Animal

- El Decreto de Kinito Méndez (1997)

1. El Decreto
2. El Chivo Conuquero
3. Mi Muchacho
4. La Seria
5. La Vestimenta
6. El Baile del Sua Sua
7. Tengo Ganas
8. El Suero de Amor
9. Trabaja Como Yo
10. De Mojiganga
11. Rómpete el Cuero
12. Looke My Baile

- A Caballo... (1998)

1. A Caballo
2. El Disco Rayao
3. Ritmo Merembé (Los Indios)
4. El Florón
5. Pena y Alegría
6. El Cuabero
7. Mosaico (Medley): Mi Que Se Yo/A Burujón Puñao/Que Te Parece Cholito/El Guataco
8. El Apagón
9. Tabaco-Cachimbo
10. El Problema de Ramón
11. Filete

- Su Amigo (1999)

1. Dije la Pegué
2. El Bocinón
3. El Fantasma
4. A lo Loco
5. Son Igualitas
6. Mira Donde Va
7. Carolina Cao
8. Por Ti Me Arrodillé
9. El Juguito de Amor
10. El Político
11. La Barriguita
12. El Carnaval
13. Entren To'

- D'Colores (2000)

1. Amores de Colores
2. Nueva York Pasando Lista
3. Tamarindo
4. A Palo Limpio
5. El Juda y la Juda
6. Doña Fama
7. Borra
8. Consejo a las Mujeres
9. Ese Amor de Mujer
10. Los Hombres Altos
11. Los Nervios
12. Liberación

- A Palo Limpio (2001)

1. A Palo Limpio
2. Lo Motorita
3. El Suero de Amor
4. Los Palmaritos
5. Esa Mujer Abraza Mi Vida
6. Tamarindo Seco
7. Carolina Cao
8. Aquí Si Se Goza (Live)
9. Dame a Beber de Tu Amor (San Miguel)
10. Vale la Pena
11. Liberación
12. Medley de Palo

- Sigo Siendo el Hombre Merengue (2002)

1. El Rey
2. Con el Mismo Sabor/Que Nadie Sepa Mi Sufrir
3. El Muñeco
4. El Hoyo al Revés
5. Tírame Tú Que Yo Devuelvo (feat. Yoskar Sarante)
6. Mujeriegos Somos/Querube
7. La Conga
8. ¿Qué Pasó Ahí?
9. No Me Digan Que No
10. Y Vuelvo y Vuelvo/Volver y Volver
11. Descalificada

- Celebra Conmigo (2004)

1. Obligao
2. El Hombre Bombero
3. Pica Pollo
4. Hony Tu Si Jony
5. Pura Geografía
6. Merengue Piedra
7. Cuando Tengo Hambre
8. Pa' Que Sufra
9. Bomba Bacacha (Pa' la Discoteca)
10. Llegó la Hora
11. Tocando En Vivo

- Con Sabor a Mi (2006)

1. Delincuente
2. El Templo
3. La Juguetona (feat. Jimmy Bauer)
4. Amadoras
5. Desaparece
6. La Excusa (El Lelo)
7. La Fría
8. El Caso (feat. Julián)
9. Que No Te Quiero (feat. Pecaito)
10. La Perdí (feat. Bruce Lee Aponte)
11. La Historia (Medley): Los Hombres Maduros/El Tamarindo/El Baile del Sua Sua/La Pegué

- La Fábrica (2008)

1. Alábalo
2. A Mi No Me Importa (feat. Pochy y la Coco Band y Bobby Rafael)
3. La Matadora
4. A Costilla de Ella
5. El Choborón
6. Pero Dime Ke lo ke
7. La Colorá
8. El Papá de los Amores
9. No Te Desespere
10. Hoy Se Bebe (feat. Andrés Alfonso Zuleta)
11. La Jeva Loca

## Compilaciones
- Los Éxitos de Kinito Méndez (1995)

1. Cibaeño
2. Las Mujeres
3. Rechenchén
4. El Ñoñito
5. El Tamarindo
6. Esa Mujer Abraza Mi Vida
7. Verdad Mujeres Que Si
8. Los Hombres Maduros
9. Santo Merengue
10. La Grúa

- Cachamba 93: The Unreleased Versions (1993)

1. Cachamba 93 (Radio Mix)
2. Cachamba 93 (Loco Dub)
3. Cachamba 93 (Norty Boy Dub)
4. Cachamba 93 (Groove Mix)
5. Cachamba 93 (Loco Mix 1)
6. Cachamba 93 (Loco Mix 2)
7. Cachamba
8. La Segunda Vuelta

- Sólo Éxitos (1995)

1. El Tamarindo
2. Los Hombres Maduros
3. La Grúa
4. Cachamba
5. Pica, Pica
6. El Asilo
7. Santo Merengue
8. Cachamba 93
9. Al Que le Pique
10. Cibaeño
11. La Pegué
12. Anja Juan
13. El Decreto
14. El Baile del Sua Sua
15. Mi Muchacho

- 20th Anniversary (1996)

1. El Asilo
2. La Pegué
3. Santo Merengue
4. Rechenchén
5. El Suero de Amor
6. La Vestimenta
7. Las Mujeres
8. Cibaeño
9. El Tamarindo
10. Tengo Ganas
11. La Grúa
12. Cachamba
13. Verdad Mujeres Que Si
14. Trabaja Como Yo
15. Nadie Es de Nadie

- 12 Éxitos (1998)

1. Amores de Colores
2. Anja Juan
3. La Pegué
4. La Grúa
5. Son Igualitas
6. El Juguito de Amor
7. Cachamba
8. A Caballo
9. El Asilo
10. Mira Donde Va
11. El Bocinón
12. A lo Loco

- 20 Éxitos (2001)

### Vol. 1
1. El Tamarindo
2. Cachamba
3. Las Mujeres
4. A Caballo
5. Aji Titi
6. Nueva York Pasando Lista
7. La Pegué
8. A Palo Limpio
9. El Asilo
10. Santo Merengue

### Vol. 2
1. Anja Juan
2. La Seria
3. La Grúa
4. Rechenchén
5. El Juda y la Juda
6. Cibaeño
7. Carolina Cao
8. Con el Mismo Sabor/Que Nadie Sepa Mi Sufrir
9. Mujeriegos Somos/Querube
10. El Muñeco

- Éxitos de Kinito Méndez (2002)

1. Hony Tu Si Jony
2. El Asilo
3. A Caballo
4. Nueva York Pasando Lista
5. Cachamba
6. Consejo a las Mujeres
7. El Bocinón
8. Carolina Cao
9. El Carnaval
10. El Suero de Amor
11. Santo Merengue
12. La Pegué
13. Cibaeño
14. La Seria

- Vida (2006)

### Vol. 1
1. A Palo Limpio
2. A Caballo
3. Las Mujeres
4. La Seria
5. Amores de Colores
6. Pura Geografía
7. El Bocinón
8. Hony Tu Si Jony
9. El Suero de Amor
10. El Asilo

### Vol. 2
1. Ritmo Merembé (Los Indios)
2. Carolina Cao
3. Nueva York Pasando Lista
4. Anja Juan
5. Cachamba
6. El Decreto
7. Con el Mismo Sabor/Que Nadie Sepa Mi Sufrir
8. La Perdí
9. El Baile del Sua Sua
10. Santo Merengue

## Pa' Ti Pa' Mi Records
- El Hombre Merengue (1996)

1. El Asilo
2. La Pegué
3. Anja! Juan
4. Cachamba
5. Santo Merengue
6. Pica, Pica
7. Dame a Beber de Tu Amor
8. En Vez de Una Son Dos
9. Nadie Es de Nadie
10. La Grúa
11. Que Raro
12. El Animal

- Vale la Pena (1998)

1. Vale la Pena
2. La Condena
3. Verdad Mujeres Que Si
4. En Gozo
5. La Majuca
6. Tanto Que Tu Diche
7. El Ñoñito
8. El Beso
9. Esa Mujer Abraza Mi Vida
10. Presión Psicológica
11. La Toalla (Chulita)

## Videografía
- A Caballo... (1999)
- Ayer y Hoy (2005)

## Congos de Oro
Otorgado en el Festival de Orquestas del Carnaval de Barranquilla:
| Año  | Trabajo nominado | Categoría           | Resultado |
| ---- | ---------------- | ------------------- | --------- |
| 1990 | Kinito Méndez    | Combo               | Ganador   |
| 1997 | Kinito Méndez    | Merengue Extranjero | Ganador   |